# Црква Светог Арханђела Михајла у Величанима
Православна црква Светог Арханђела Михајла и некропола стећака се налазе у оквиру савременог православног гробља у селу Величани у централном дијелу Поповог поља у општини Требиње у Републици Српској.

## Историјски подаци
Цијели комплекс налази се на локалитету Црква, у равници испод села, око његове средине, покрај пута Мостар-Љубиње-Требиње.
Име Величана у споменицима средњег вијека не постоји. У Попову се 1388. и 1466. године помиње Велика Вас — сада тог имена нема. Величани су били мањи културни центар у сјеверном дијелу Поповог поља. Назив села упућује на више феудалне слојеве, што доказују и налази из гробова у некрополи.
Некропола стећака се развила око неке раније цркве чија старост још није проучена. Њени остаци се виде у дну апсиде данашње цркве и то са њене спољне стране, на југоисточном дијелу. Савремени укопи пореметили су хомогеност средњовјековне некрополе.
Према податку из натписа монахиње Полихраније и палеографским одликама натписа Рађа Галчића, на некрополи се укопавало сигурно од друге половине XIV до половине XV вијека, а континуитет је настављен и касније изградњом Цркве св. Арханђела Михаила у османском периоду. Свих седам наведених личности у натпису на њеном стећку, помињу се у актима Дубровачког архива од 1332. до 1399. године.
Данашња Црква Св. Арханђела обновљена је у XIX вијеку. Податак о обнови видљив је изнад улазних врата у цркву, гдје је уклесана 1863. година.
У току Другог свјетског рата објекат је доживио тешка ратна разарања. Уз цркву је 1990. године направљена Меморијална капела цивилним жртвама подручја Величана, страдалим у Другом свјетском рату.

## Опис споменика
Црква Св. Арханђела припада типу једнобродних цркава са полукружном апсидом и малим звоником на преслицу. Садашња црква је само обновљен храм на мјесту старијег, средњовјековног објекта, који је ту постојао у вријеме када је настајала некропола. Остаци старијег објекта видљиви су на источном дијелу цркве, гдје су у доњим зонама апсиде уочљиви камени блокови другачије обраде и другачијих димензија. Као и код осталих објеката овог типа у Херцеговини, грађевински материјал за зидање Цркве Св. Арханђела је кречњак.
Улаз у цркву налази се са западне стране и наглашен је истаком који прати вертикалне линије звоника. Прву цјелину цркве чини портал са једноставном лунетом и правоугаоним вратима, другу — дио са сужењем и на коме се налази камена плоча са временом обнове објекта (1863), трећу — дио са округлим каменим прозором — окулусом и четврту цјелину чини звоник на преслицу, карактеристичан за ове крајеве, с тим да је у овом случају звоник са само једним звоном.
У ентеријеру се налазе два пара камених правоугаоних слободностојећих стубова са капителима, на које се ослањају подужни лукови на које се ослоња бачвасти свод наоса. У унутрашњости се налази дрвени иконостас са једноставним царским дверима. Поплочање објекта, као и стубови и капители стубова, новијег су датума. Квадратичне камене плоче постављене су дијагонално у односу на правац исток — запад.
Црква је у цјелини покривена каменим плочама, са карактеристичним преклопом на сљемену, и то на дијелу уз сами звоник и на дијелу на источној страни објекта. Остали дио сљемена покривен је сљемењацима од глине. Апсида је такође покривена каменим плочама.
Свјетлост у цркву пролази кроз три лучна прозорска отвора на јужном и сјеверном зиду објекта и кроз прозорски отвор на апсиди. Распоред отвора има логичан положај и симетричан је у односу на распоред унутрашњих конструктивних елемената објекта.

### Некропола стећака
Затечено стање у периоду између 1960. и 1964. године, када је систематски прикупљана грађа о некрополама стећака у Поповом пољу, показало је да на гробљу у Величанима постоје 62 споменика. Стећци су били распоредени у двије главне групе од којих је прва западно, а друга источно од објекта цркве. Обје групе су правилне оријентације исток-запад. Од укупног броја стећака (62) на плоче је отпадало 31, сандуке 20 и 1 сљемењак. Уз то су констатоване још 2 крстаче и 8 примјерака у облику стубаца. У трећем реду стећака западно од цркве видљиви су гробови оивичени мањим каменовима. У западном дијелу некрополе, неколико метара пред улазом у цркву и у сјевернозападној страни гробља уз некрополу стећака, налази се већа концентрација савремених гробова. Украшено је укупно 18 примјерака: 1 сљемењак, 7 сандука, 6 плоча, 2 крстаче и 2 ступца. Најбројнији мотиви украса на стећцима су бордуре и фризови од косих паралелних црта или повијене лозице са тролистовима, тордирана трака, розете и крстови. На неким стећцима јављају се штитови са мачевима, полујабуке, полумјесец, тордиране траке, а као појединачни мотиви ту су још мач, љиљан и квадрат.

### Истраживачки и конзерваторско-рестаураторски радови
Екипа Завичајног музеја из Требиња је 1963. године извршила ископавање три најрепрезантивнија гроба (бр. 3-Рађа Галчића, бр. 8 и бр. 9. монахиње Полихраније), два по натписима, а трећи је био испод великог и високог украшеног сљемењака, који је лежао јужно до Полихранијиног гроба. Исте године је препукао стећак изнад гроба Рађа Галчића. Предмети из гробова налазе се у Музеју Херцеговине у Требињу.

## Степен заштите
Цео комплекс је проглашен националним спомеником од стране Комисије за очување националних споменика 2002. године.